# Comuna Leașkivka, Țarîceanka
Leașkivka (în ucraineană Ляшківка) este o comună în raionul Țarîceanka, regiunea Dnipropetrovsk, Ucraina, formată din satele Leașkivka (reședința), Nazarenkî, Orlivka și Șarivka.

## Demografie
Componența lingvistică a satului Leașkivka
     Ucraineană (96,4%)
     Rusă (2,76%)
     Alte limbi (0,3%)
Conform recensământului din 2001, majoritatea populației satului Leașkivka era vorbitoare de ucraineană (96,4%), existând în minoritate și vorbitori de rusă (2,76%).